# Vienna Open 2012
Il Vienna Open 2012, noto anche come Erste Bank Open per motivi di sponsorizzazione, è stato un torneo di tennis che si è giocato sui campi di cemento al coperto. È stata la 38ª edizione del torneo e faceva parte delle ATP World Tour 250 series dell'ATP World Tour 2012. Gli incontri si sono svolti alla Wiener Stadthalle di Vienna, in Austria, dal 13 al 21 ottobre 2012.

## Partecipanti

### Teste di serie
| Nazionalità | Giocatore             | Ranking* | Testa di serie |
| ----------- | --------------------- | -------- | -------------- |
| Argentina   | Juan Martín del Potro | 8        | 1              |
| Serbia      | Janko Tipsarević      | 9        | 2              |
| Germania    | Tommy Haas            | 21       | 3              |
| Austria     | Jürgen Melzer         | 35       | 4              |
| Italia      | Fabio Fognini         | 45       | 5              |
| Paesi Bassi | Robin Haase           | 51       | 6              |
| Francia     | Benoît Paire          | 52       | 7              |
| Belgio      | Xavier Malisse        | 57       | 8              |

* Ranking all'8 ottobre 2012.

### Altri partecipanti
I seguenti giocatori hanno ricevuto una wildcard per il tabellone principale:
- Ernests Gulbis
- Andreas Haider-Maurer
- Dominic Thiem

I seguenti giocatori sono passati dalle qualificazioni:

- Grega Žemlja
- Ruben Bemelmans
- Vasek Pospisil
- Daniel Brands

## Campioni

### Singolare
Juan Martín del Potro ha sconfitto in finale  Grega Žemlja per 7-5, 6-3.
- È il dodicesimo titolo in carriera, il terzo dell'anno.

### Doppio
Andre Begemann /  Martin Emmrich hanno sconfitto in finale  Julian Knowle /  Filip Polášek per 6-4, 3-6, [10-4].